# Eurovision Song Contest 2018
Eurovision Song Contest 2018 là cuộc thi Ca khúc truyền hình châu Âu thứ 63. Cuộc thi diễn ra ở nhà thi đấu Altice tại thủ đô Lisboa, Bồ Đào Nha, sau chiến thắng của quốc gia tại cuộc thi năm 2017 với ca khúc "Amar pelos dois", biểu diễn bởi Salvador Sobral. Cuộc thi bao gồm hai vòng bán kết vào ngày 8 tháng 5 và 10 tháng 5, và đêm chung kết vào ngày 12 tháng 5 năm 2018.
Người dẫn chương trình của cuộc thi năm này là Filomena Cautela, Sílvia Alberto, Catarina Furtado và Daniela Ruah, đánh dấu lần đầu tiên cuộc thi được dẫn với số lượng người dẫn chương trình là 4.
43 quốc gia tham gia cuộc thi, bằng với kỷ lục các năm 2008 và 2011. Nga trở lại cuộc thi sau lần vắng mặt trước đó, và lần đầu tiên kể từ năm 2011, không quốc gia nào tham gia mùa giải trước rút lui vào mùa năm nay.
Israel là đất nước quán quân của cuộc thi này với ca khúc "Toy", biểu diễn bởi Netta Barzilai và được viết bởi Doron Medalie và Stav Berger, giành được số điểm cao nhất đến từ khán giả bình chọn, và số điểm cao thứ ba đến từ hội đồng giám khảo chuyên môn, lần lượt sau Áo và Thuỵ Điển. Síp giành vị trí á quân với ca khúc "Fuego" bởi Eleni Foureira, và đồng thời cũng là thứ hạng cao nhất của quốc gia trong lịch sử tham gia cuộc thi đến thời điểm hiện tại. Áo giành vị trí thứ 3 với ca khúc "Nobody but You" bởi Cesár Sampson. Đức và Ý lần lượt về vị trí thứ 4 và 5, hoàn thành Top 5 mùa giải năm nay. Cộng hoà Séc cũng giành được thứ hạng cao nhất của mình trong lịch sử tham gia cuộc thi tại mùa giải này, về đích ở vị trí thứ 6.
Liên hiệp Phát sóng châu Âu báo cáo có khoảng 186 triệu lượt xem trên toàn thế giới, nhiều hơn 4 triệu lượt xem so với cuộc thi năm 2017.

## Kết quả

Các nước tham dự vòng bán kết 1
Các nước được đặc cách vào vòng chung kết, nhưng cũng được quyền bầu chọn tại vòng bán kết 1
Các nước tham dự vòng bán kết 2
Các nước được đặc cách vào vòng chung kết, nhưng cũng được quyền bầu chọn tại vòng bán kết 2

### Bán kết 1
| Thứ tự | Quốc gia     | Nghệ sĩ            | Ca khúc            | Ngôn ngữ      | Vị trí | Số điểm |
| ------ | ------------ | ------------------ | ------------------ | ------------- | ------ | ------- |
| 01     | Azerbaijan   | Aisel              | "X My Heart"       | Tiếng Anh     | 11     | 94      |
| 02     | Iceland      | Ari Ólafsson       | "Our Choice"       | Tiếng Anh     | 19     | 15      |
| 03     | Albania      | Eugent Bushpepa    | "Mall"             | Tiếng Albania | 8      | 162     |
| 04     | Bỉ           | Sennek             | "A Matter of Time" | Tiếng Anh     | 12     | 91      |
| 05     | Cộng hòa Séc | Mikolas Josef      | "Lie to Me"        | Tiếng Anh     | 3      | 232     |
| 06     | Litva        | Ieva Zasimauskaite | "When We're Old"   | Tiếng Anh     | 9      | 119     |
| 07     | Israel       | Netta Barzilai     | "Toy"              | Tiếng Anh     | 1      | 283     |
| 08     | Belarus      | Alekseev           | "Forever"          | Tiếng Anh     | 16     | 65      |
| 09     | Estonia      | Elina Nechayeva    | "La forza"         | Tiếng Ý       | 5      | 201     |
| 10     | Bulgaria     | Equinox            | "Bones"            | Tiếng Anh     | 7      | 177     |
| 11     | Macedonia    | Eye Cue            | "Lost and Found"   | Tiếng Anh     | 18     | 24      |
| 12     | Croatia      | Franka             | "Crazy"            | Tiếng Anh     | 17     | 63      |
| 13     | Áo           | Cesár Sampson      | "Nobody but You"   | Tiếng Anh     | 4      | 231     |
| 14     | Hy Lạp       | Yianna Terzi       | "Oniro mou"        | Tiếng Hy Lạp  | 14     | 81      |
| 15     | Phần Lan     | Saara Aalto        | "Monsters"         | Tiếng Anh     | 10     | 108     |
| 16     | Armenia      | Sevak Khanagyan    | "Qami"             | Tiếng Armenia | 15     | 79      |
| 17     | Thụy Sĩ      | Zibbz              | "Stones"           | Tiếng Anh     | 13     | 86      |
| 18     | Ireland      | Ryan O'Shaughnessy | "Together"         | Tiếng Anh     | 6      | 179     |
| 19     | Síp          | Eleni Fouréira     | "Fuego"            | Tiếng Anh     | 2      | 262     |

### Bán kết 2
| Thứ tự | Quốc gia   | Nghệ sĩ                       | Ca khúc                       | Ngôn ngữ         | Vị trí | Số điểm |
| ------ | ---------- | ----------------------------- | ----------------------------- | ---------------- | ------ | ------- |
| 01     | Na Uy      | Alexander Rybak               | "That's How You Write a Song" | Tiếng Anh        | 1      | 266     |
| 02     | România    | The Humans                    | "Goodbye"                     | Tiếng Anh        | 11     | 107     |
| 03     | Serbia     | Sanja Ilić & Balkanika        | "Nova deca" (Нова деца)       | Tiếng Serbia     | 9      | 117     |
| 04     | San Marino | Jessika ft. Jennifer Brenning | "Who We Are"                  | Tiếng Anh        | 17     | 28      |
| 05     | Đan Mạch   | Rasmussen                     | "Higher Ground"               | Tiếng Anh        | 5      | 204     |
| 06     | Nga        | Julia Samoilova               | "I Won't Break"               | Tiếng Anh        | 15     | 65      |
| 07     | Moldova    | DoReDoS                       | "My Lucky Day"                | Tiếng Anh        | 3      | 235     |
| 08     | Hà Lan     | Waylon                        | "Outlaw in 'Em"               | Tiếng Anh        | 7      | 174     |
| 09     | Úc         | Jessica Mauboy                | "We Got Love"                 | Tiếng Anh        | 4      | 212     |
| 10     | Gruzia     | Iriao                         | "For You"                     | Tiếng Gruzia     | 18     | 24      |
| 11     | Ba Lan     | Gromee ft. Lukas Meijer       | "Light Me Up"                 | Tiếng Anh        | 14     | 81      |
| 12     | Malta      | Christabelle                  | "Taboo"                       | Tiếng Anh        | 13     | 101     |
| 13     | Hungary    | AWS                           | "Viszlát nyár"                | Tiếng Hungary    | 10     | 111     |
| 14     | Latvia     | Laura Rizzotto                | "Funny Girl"                  | Tiếng Anh        | 12     | 106     |
| 15     | Thụy Điển  | Benjamin Ingrosso             | "Dance You Off"               | Tiếng Anh        | 2      | 254     |
| 16     | Montenegro | Vanja Radovanović             | "Inje"                        | Tiếng Montenegro | 16     | 40      |
| 17     | Slovenia   | Lea Sirk                      | "Hvala, ne!"                  | Tiếng Slovene    | 8      | 132     |
| 18     | Ukraina    | Mélovin                       | "Under the Ladder"            | Tiếng Anh        | 6      | 179     |

### Chung kết
| Thứ tự | Quốc gia     | Nghệ sĩ                    | Ca khúc                       | Ngôn ngữ          | Vị trí | Số điểm |
| ------ | ------------ | -------------------------- | ----------------------------- | ----------------- | ------ | ------- |
| 01     | Ukraina      | Mélovin                    | "I Feel Alive"                | Tiếng Anh         | 17     | 130     |
| 02     | Tây Ban Nha  | Alfred & Amaia             | "Tu canción"                  | Tiếng Tây Ban Nha | 23     | 61      |
| 03     | Slovenia     | Lea Sirk                   | "Hvala, ne!"                  | Tiếng Slovene     | 22     | 64      |
| 04     | Litva        | Ieva Zasimauskaitė         | "When We're Old"              | Tiếng Litva       | 12     | 181     |
| 05     | Áo           | Cesár Sampson              | "Nobody but You"              | Tiếng Anh         | 3      | 342     |
| 06     | Estonia      | Elina Netšajeva            | "La forza"                    | Tiếng Ý           | 8      | 245     |
| 07     | Na Uy        | Alexander Rybak            | "That's How You Write a Song" | Tiếng Anh         | 15     | 144     |
| 08     | Bồ Đào Nha   | Cláudia Pascoal            | "Origo"                       | Tiếng Bồ Đào Nha  | 26     | 39      |
| 09     | Anh Quốc     | SuRie                      | "Storm"                       | Tiếng Anh         | 24     | 48      |
| 10     | Serbia       | Sanja Ilić & Balkanika     | "Nova deca" (Нова деца)       | Tiếng Anh         | 19     | 113     |
| 11     | Đức          | Michael Schulte            | "You Let Me Walk Alone"       | Tiếng Anh         | 4      | 340     |
| 12     | Albania      | Eugent Bushpepa            | "Mall"                        | Tiếng Albania     | 11     | 184     |
| 13     | Pháp         | Madame Monsieur            | "Mercy"                       | Tiếng Pháp        | 13     | 173     |
| 14     | Cộng hòa Séc | Mikolas Josef              | "Lie to Me"                   | Tiếng Anh         | 6      | 281     |
| 15     | Đan Mạch     | Rasmussen                  | "Higher Ground"               | Tiếng Anh         | 9      | 226     |
| 16     | Úc           | Jessica Mauboy             | "We Got Love"                 | Tiếng Anh         | 20     | 99      |
| 17     | Phần Lan     | Saara Aalto                | "Monsters"                    | Tiếng Anh         | 25     | 46      |
| 18     | Bulgaria     | Equinox                    | "Bones"                       | Tiếng Anh         | 14     | 166     |
| 19     | Moldova      | DoReDoS                    | "My Lucky Day"                | Tiếng Anh         | 10     | 209     |
| 20     | Thụy Điển    | Benjamin Ingrosso          | "Dance You Off"               | Tiếng Anh         | 7      | 274     |
| 21     | Hungary      | AWS                        | "Viszlát nyár"                | Tiếng Hungary     | 21     | 93      |
| 22     | Israel       | Netta Barzilai             | "Toy"                         | Tiếng Anh         | 1      | 529     |
| 23     | Hà Lan       | Waylon                     | "Outlaw in 'Em"               | Tiếng Anh         | 18     | 121     |
| 24     | Ireland      | Ryan O'Shaughnessy         | "Together"                    | Tiếng Anh         | 16     | 136     |
| 25     | Síp          | Eleni Foureira             | "Fuego"                       | Tiếng Anh         | 2      | 436     |
| 26     | Ý            | Ermal Meta & Fabrizio Moro | "Non mi avete fatto niente"   | Tiếng Ý           | 5      | 308     |